# Borgo d'Ale
Borgo d'Ale är en ort och kommun i provinsen Vercelli i regionen Piemonte, Italien. Kommunen hade 2 341 invånare (2018).